# Пассау (район)
Пассау (нім. Passau) — район в Німеччині, у складі округу Нижня Баварія федеральної землі Баварія. Центр — місто Пассау, яке адміністративно до складу району не входить.

## Населення
Населення району становить 193 454 осіб (станом на 31 грудня 2020).

## Адміністративний поділ
Район складається з 4 міст (нім. Städte), 14 торговельних громад (нім. Märkte) та 20 громад (нім. Gemeinden):
| Міста 1. Бад-Грісбах (8994) 2. Гауценберг (11747) 3. Поккінг (16186) 4. Фільсгофен-ан-дер-Донау (16950) Торговельні громади 1. Айденбах (3028) 2. Вегшейд (5529) 3. Віндорф (4925) 4. Гофкірхен (3758) 5. Гуттурм (6241) 6. Егінг-ам-Зе (4294) 7. Кесларн (1951) 8. Обернцель (3780) 9. Ортенбург (7433) 10. Роттальмюнстер (4983) 11. Русторф-ан-дер-Ротт (7124) 12. Тіттлінг (4257) 13. Унтергрісбах (6070) 14. Фюрстенцель (8242) | Громади 1. Айха-форм-Вальд (2394) 2. Альдерсбах (4387) 3. Бад-Фюссінг (7721) 4. Бойтельсбах (1190) 5. Брайтенберг (2027) 6. Бюхльберг (4110) 7. Віцманнсберг (1514) 8. Гаарбах (2602) 9. Зальцвег (6833) 10. Зоннен (1411) 11. Кірхгам (2414) 12. Мальхінг (1266) 13. Нойбург (4291) 14. Нойгаус (3431) 15. Нойкірхен-форм-Вальд (2934) 16. Рудертінг (3155) 17. Теттенвайс (1795) 18. Тирнау (4212) 19. Тіфенбах (6778) 20. Фюрстенштайн (3497) Об'єднання громад 1. Айденбах Айденбах та Бойтельсбах 2. Роттальмюнстер Мальхінг та Роттальмюнстер 3. Тіттлінг Тіттлінг та Віцманнсберг |

Дані про населення наведені станом на 31 грудня 2020.